# Driscoll (cràter)

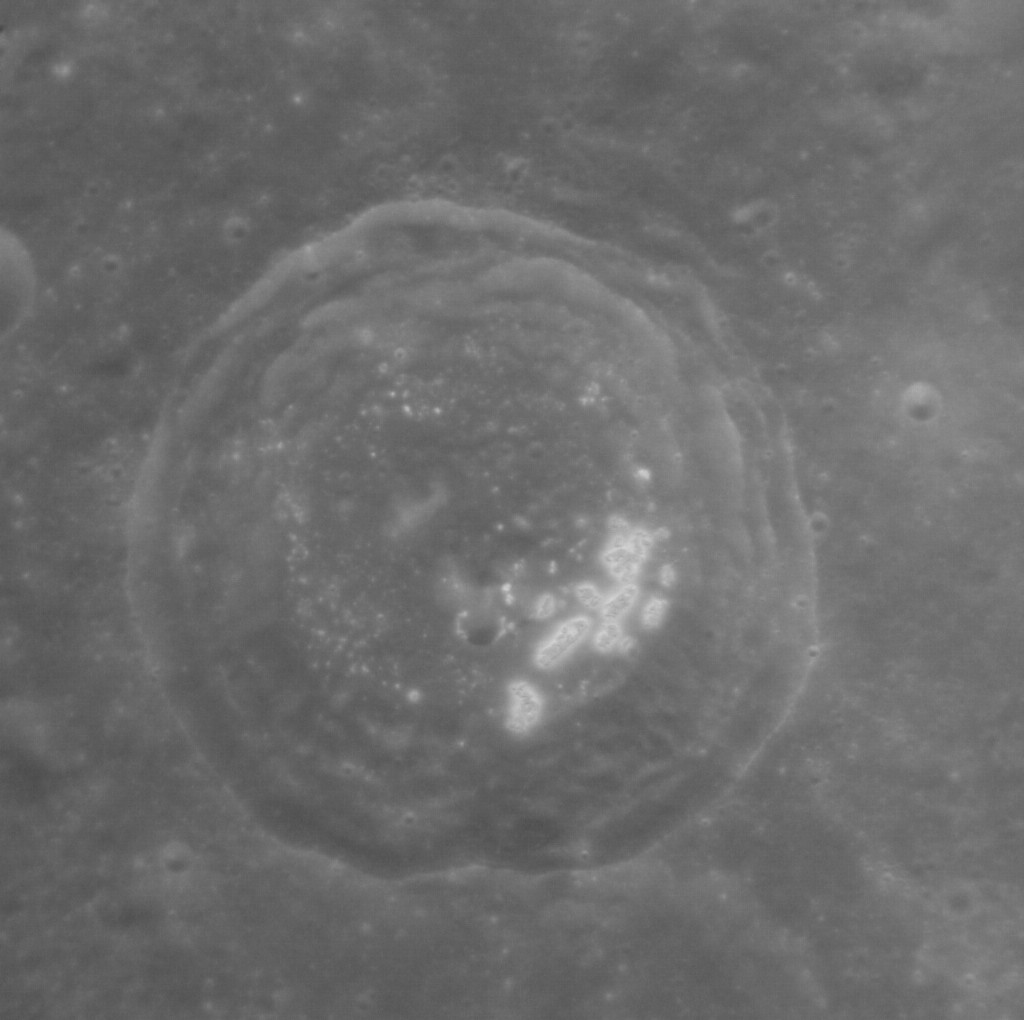
Fotografia del cràter Driscoll realitzada per la sonda Messenger.

Driscoll és un cràter d'impacte en el planeta Mercuri de 30 km de diàmetre. Porta el nom de la pintora de cristall estatunidenca Clara Driscoll (1861-1944), i el seu nom va ser aprovat per la Unió Astronòmica Internacional el 2015.